# 阿沛·白玛
阿沛·白玛（藏語：ང་ཕོད་པདྨ་，威利转写：nga phod pad ma，？—）女，藏族，西藏拉萨人，阿沛·阿旺晋美的长女。后旅居国外。

## 生平
1951年，西藏和平解放。中央人民政府驻藏代表张经武取道印度赴西藏，途经印度噶伦堡时，宴请了阿沛·阿旺晋美的孩子阿沛·白玛、阿沛·龙日、阿沛·仁青。参加宴席的还有擦绒·顿珠卓玛（擦绒·达桑占堆之女）等同样在印度留学的西藏贵族的孩子。 
1953年7月，进藏独立支队宣传部（1956年改为中共西藏工委宣传部）在征得西藏噶厦同意后，筹建拉萨有线广播站。1953年10月1日，西藏首座有线广播站——拉萨有线广播站正式开始播音，呼号是“拉萨有线广播站”。该广播站还带有统一战线的性质，一些来自西藏贵族家的青年，如西藏噶厦首席噶伦然巴家的小姐然巴·央金卓嘎，噶伦阿沛·阿旺晋美的女儿阿沛·白玛，大贵族擦绒·达桑占堆之女擦绒·顿珠卓玛等，都参加了广播站的工作。
1954年7月，第一届全国人民代表大会召开，阿沛・阿旺晋美随达赖、班禅赴北京开会，而他的女儿白玛即将临产。西藏军区领导对此非常重视。西藏军区政委谭冠三亲自派20岁出头的女医生吴景春给白玛接生。吴景春成功接生，母子平安，孩子是男孩，12斤。后来，白玛、阿沛・阿旺晋美夫妇都和吴景春医生建立了友谊。
1993年，阿沛・阿旺晋美同旅居国外的长女白玛曾在广西壮族自治区北海市见面。